# 勒内·梅耶
勒内·梅耶（法語：René Mayer，法語發音：[ʁəne majɛʁ]，1895年5月4日—1972年12月13日），是法兰西第四共和国时期的激进党政治家，并于1953年短暂担任总理。
梅耶曾在1955年至1958年期间领导梅耶管理局，他亦是法国历史上第四位犹太裔总理（莱昂·布儒瓦、亚历山大·米勒兰和莱昂·布鲁姆）。